# Лонсдейлит
Лонсдейлит, гексагональный алмаз — полиморфная модификация углерода с гексагональной решёткой P63/mmc.
Назван в честь британского кристаллографа Кэтлин Лонсдейл (Kathleen Lonsdale).

## История
Американский ученый Фрэнсис П. Банди впервые охарактеризовал лонсдейлит как полиморфную модификацию углерода с гексагональной кристаллической структурой, назвав его гексагональным алмазом. Это название используется и в настоящее время. Лонсдейлит считается одной из аллотропных модификаций углерода с гексагональной кристаллической решёткой. В природе встречается в обломках метеоритных тел. При падении графитосодержащих метеоритов на Землю под воздействием высоких температур и давления графит превращается в алмаз, сохраняя при этом гексагональную кристаллическую решетку. Она полностью состоит из атомов углерода. Как и у алмаза, атомы углерода в лонсдейлите находятся в состоянии sp3 гибридизации.
Годом открытия лонсдейлита считается 1967 — в этом году он был официально признан ММА (Международная минералогическая ассоциация), хотя вюрцитоподобная полиморфная модификация углерода была синтезирована ещё в 1963 году. В лабораторных условиях лонсдейлит был получен в 1966 году. В это же время лонсдейлит впервые обнаружили в метеоритных кратерах, о чём было объявлено на ежегодном 29-м съезде Метеоритного Общества в Вашингтоне.
В течение длительного времени[неопределённость] лонсдейлит синтезировали искусственно только из графита — под воздействием колоссального давления. Позже было доказано[неопределённость], что лонсдейлит также может быть получен из «традиционного» кубического алмаза.

## Строение и свойства
Алмаз и лонсдейлит имеют одинаковые валентные углы, которые равны 109°28’16’’, длины связей — 0,1545 нм, а координационное число — 4. Элементарная ячейка алмаза содержит восемь атомов углерода, а лонсдейлита — четыре. Решётки алмаза и лонсдейлита отличаются способом упаковки. Для лонсдейлита характерна двухслойная упаковка типа (…ABAB…), где каждый последующий тетраэдрический слой повёрнут на 60° относительно предыдущего. Для алмаза — трёхслойная типа (…ABCABC…), где все слои построены из одинаковых координационных тетраэдров. Алмаз в этом плане схож с α-графитом, только алмазная плоскость «гофрированная».
Параметры решётки лонсдейлита а = 0,251 нм и b = 0,417 нм.
Расчётная плотность лонсдейлита 3,51 г/см³, измеренная плотность 3,2 г/см³.
Твёрдость составляет 7-8 единиц по Шкале Мооса.

Лонсдейлит относится к химическому классу металлоидов; химическая формула — С.
Цвет: коричневато-жёлтый. Блеск: алмазный.
Оптические свойства лонсдейлита: прозрачный, индекс преломления (рефракция) n от 2,40 до 2,41.
Обычные размеры лонсдейлита — это кристаллы, видимые только под микроскопом.
В 2025 году группа физиков и материаловедов из КНР и Швеции синтезировала особочистый лонсдейлита из графена. Были получены кристаллы размером до 1 мм. Они выдерживали давление до 155 ГПа (алмаз до 70-100 Гпа) и температуру до 1100 C° (алмаз - до 700 C°).
Возможность практического применения гексагонального алмаза вызывает сомнения из-за сложности его получения.

## Мифы о лонсдейлите
Группа китайских ученых (Pan, Zicheng; Sun, Hong; Zhang, Yi; and Chen, Changfeng) в 2009 году опубликовала результаты теоретических исследований, в которых предполагалось, что при отсутствии примесей лонсдейлит может быть на 58% тверже алмаза.
Однако, дальнейшие исследования показали, что лонсдейлит уступает алмазу в твердости.
Согласно современным теоретическим и практическим научным данным, не существует минералов или соединений тверже алмаза. Однако, многие из материалов повышенной твердости имеют гораздо большую область применения ввиду того, что, несколько уступая в твердости, превосходят алмаз по термоустойчивости, прочности и устойчивости к окислению. Также, важным преимуществом нитридов бора является их высокая химическая стойкость. Они не реагируют с кислотами и щелочами, инертны практически ко всем химическим элементам, входящим в состав сталей и сплавов. Следует отметить инертность нитридов бора к железу, являющемуся основой всех сталей, тогда как алмаз хорошо растворяется в железе, что является причиной интенсивного износа алмазных кругов при шлифовании.
Минералов или соединений тверже алмаза нет, но существуют материалы на основе минерала алмаз, которые иногда значительно тверже классического алмаза.
Один из способов улучшения механических характеристик веществ состоит в их наноструктурировании. В частности, повысить твердость алмаза можно, создавая на его основе нанокомпозиты или нанополикристаллы. При этом твердость иногда удается повысить вдвое. Японские производители выпускают большие, порядка кубического сантиметра, нанополикристаллы алмаза (самый крупный из существующих кристалл лонсдейлита можно разглядеть только в микроскоп). Однако при использовании данного материала возникает ряд проблем, основная из которых состоит в его исключительной твердости, вследствие чего он практически не поддается шлифовке.
В марте 2021 года в журнале Physical Review B была публикована статья американских физиков Трэвиса Вольца и Иогендра Гупта "Elastic moduli of hexagonal diamond and cubic diamond formed under shock compression" о результатах исследования гексагональных алмазов, полученных методом ударного сжатия. Для этого исследования они с помощью микровзрывов сдвигали небольшие графитовые диски, получая таким образом гексагональные алмазы. Далее, через них пропускали звуковую волну и использовали лазеры для измерения скорости её движения через алмаз. Измерения показали, что через гексагональный алмаз звук проходит быстрее. Основываясь на том, что звук движется быстрее через более твердый материал, ученые сделали вывод, что новый искусственный материал твёрже, чем кубический минерал.